# Runenstein von Ockelbo

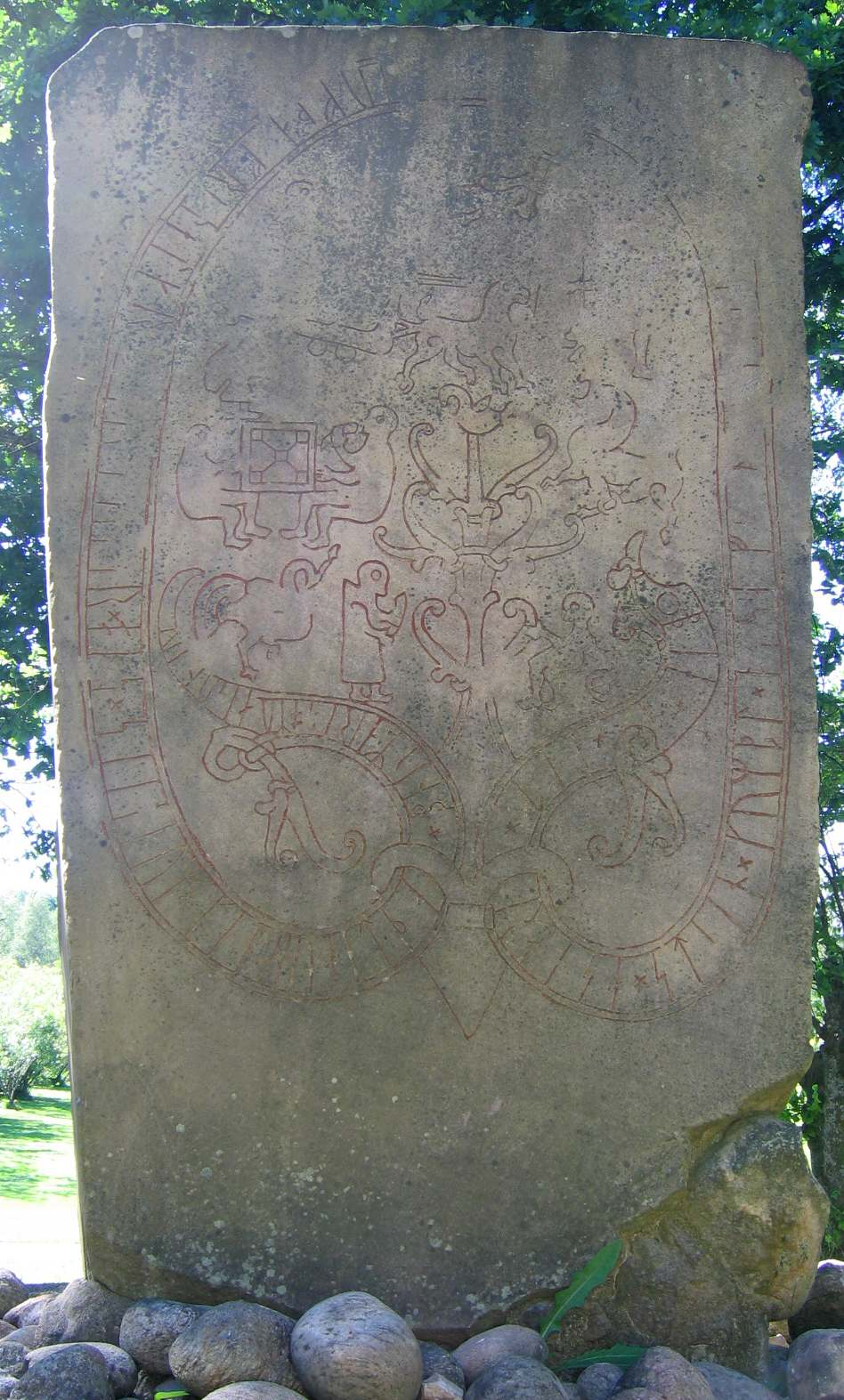
Runenstein von Ockelbo

Der Runenstein von Ockelbo (Samnordisk runtextdatabas Gs 19) ist die Kopie eines 2,15 m hohen, 1,23 m breiten, 0,25 bis 0,4 m dicken Runensteins, der in einem Park an der Södra Åsgata in Ockelbo im Süden von Gästrikland in Schweden steht.
Der Runenstein aus der Zeit zwischen 1066 und 1100 n. Chr. wurde 1795 im Fundament der Kirche von Ockelbo entdeckt. Er zerbrach in drei Teile, als er ausgebaut wurde. 1830 wurden die Teile auf einem Bauernhof in Ockelbo gefunden und in die Ockelboer Kirche verlegt. Dort wurde der mehrfach abgebildete Stein 1904 bei einem Kirchenbrand zerstört.
Die im oberen Teil schlecht erhaltene Ritzung zeigt Episoden aus der Sage von Sigurd Fafnesbane. Vergleichbare Darstellungen sind von acht weiteren Runensteinen in Schweden bekannt, die zusammenfassend als Sigurdsteine bezeichnet werden (z. B. Årsundasten, Gökstenritzung, Ramsundritzung und Stora Ramsjö).

Details
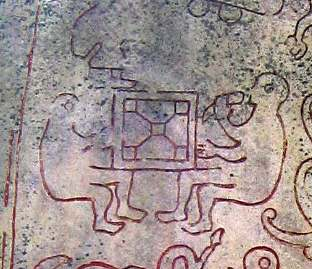
Hnefatafl-Spieler
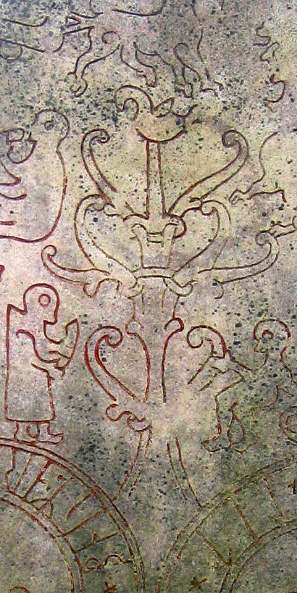
Weltesche Yggdrasil

Laut Gästriklands Runeninschriften befand sich diese Inschrift auf dem Originalstein:
„Bläsa ließ diese schöne Steinmarke für seinen Sohn Svarthövde aufrichten. Fridälv war seine Mutter ...“